# Прапор Варвинського району
Пра́пор Ва́рвинського райо́ну — офіційний символ Варвинського району Чернігівської області, затверджений 29 січня 2004 року рішенням сесії Варвинської районної ради.

## Опис
Прапор являє собою прямокутне полотнище зі співвідношенням сторін 2:3, яке розділене горизонтально на три смуги: зелену, синю та жовту у співвідношенні 2:1:1. У лівому верхньому куті на зеленій смузі розташовано герб району, що виглядає як щит, поділений зеленим вістрям на лазурову і золоту частини. На першому полі розташовано золотий колосок, на другому полі розміщена чорна нафтова вишка. На вістрі знаходиться золотий лапчастий хрест, навколо якого — чотири лазурові зірки (вгорі — дві менші шестипроменеві, знизу — дві більші семипроменеві). Знизу зображено червоне серце.